# Suno Sasurjee
Suno Sasurjee est un film indien de Bollywood réalisé par Vimal Kumar, sorti le 27 février 2004.
Le film met en vedette Aftab Shivdasani, Ameesha Patel, c'est un fiasco au box-office.

## Box-office
- Box-office en Inde: 3 500 100 roupies indiennes[1], le long métrage est un désastre commercial.